# Euchromia formosa
Euchromia formosa är en fjärilsart som beskrevs av Jean Baptiste Boisduval 1833. Euchromia formosa ingår i släktet Euchromia och familjen björnspinnare. Inga underarter finns listade i Catalogue of Life.